# وزارة الاستثمار (الأردن)
وزارة الاستثمار هي إحدى الوزارات في الحكومة الأردنية، أُعلن عن استحداثها في التعديل الوزاري الرابع في حكومة بشر الخصاونة في 11 أكتوبر 2021، وأُسندت حقيبتها إلى المهندس خيري عمرو. ويشغل منصب الامين العام للوزارة زاهر القطارنة.

## الهيكل التنظيمي
- وزير الاستثمار
  - مكتب الوزير
  - المستشارون
  - وحدة الشراكة ما بين القطاعين العام والخاص
  - وحدة الرقابة الداخلية
  - الأمين العام
    - مكتب الأمين العام
    - وحدة العلاقات العامة والإعلام
    - مديرية النافذة الاستثمارية
    - مديرية خدمات المستثمر
    - مديرية التسهيلات والحوافز
    - مديرية ترويج الاستثمار
    - مديرية الدراسات والسياسات
    - مديرية الصادرات والمعارض
    - مديرية التخطيط العمراني للمناطق التنموية والحرة
    - مديرية التراخيص والرقابة
    - مديرية الشؤون المالية
    - مديرية الشؤون الإدارية
    - مديرية الموارد البشرية
    - مديرية التطوير المؤسسي
    - وحدة الحكومة الإلكترونية وتكنولوجيا المعلومات والاتصالات
    - وحدة المكاتب

## خدمات الوزارة
- توفير معلومات وافية عن الفرص الاستثمارية في المملكة
- توفير دراسات جدوى أولية للمشاريع الواعدة
- تسجيل وترخيص الأنشطة الاقتصادية المشمولة بقانون وزارة الاستثمار داخل وخارج المناطق التنموية من خلال النافذة الاستثمارية
- تنظيم منح الحوافز والمزايا وفقا لقانون الاستثمار
- تقديم خدمات الرعاية اللاحقة
- دعم ترويج الصادرات والمساهمة في فتح أسواق تصديرية جديدة وزيادة حصة الصادرات الأردنية في الأسوق العالمية

## الوزراء
| الصورة         | الاسم (مواليد–وفاة)     | فترة شغل المنصب     | فترة شغل المنصب     | فترة شغل المنصب   | الحكومة            | ملاحظات        |
| الصورة         | الاسم (مواليد–وفاة)     | تولى المنصب         | غادر المنصب         | المدة             | الحكومة            | ملاحظات        |
| وزير الاستثمار | وزير الاستثمار          | وزير الاستثمار      | وزير الاستثمار      | وزير الاستثمار    | وزير الاستثمار     | وزير الاستثمار |
| -------------- | ----------------------- | ------------------- | ------------------- | ----------------- | ------------------ | -------------- |
|                | خيري عمرو (0000–0000)   | 11 تشرين الأول 2021 | 27 تشرين الأول 2022 | 1 سنة و16 أيام    | حكومة بشر الخصاونة |                |
|                | خلود السقاف (1968–0000) | 27 تشرين الأول 2022 | 18 سبتمبر 2024      | 2 سنوات و268 أيام | حكومة بشر الخصاونة |                |
|                | مثنى غرايبة             | 18 سبتمبر 2024      | في المنصب           |                   | حكومة جعفر حسان    |                |